# Куштум, Николай Алексеевич
Николай Алексеевич Куштум (настоящая фамилия — Санников; 19 июля 1906 — 3 июня 1970) — русский советский поэт, редактор, фронтовой корреспондент, один из основоположников уральской советской поэзии.
Организатор и первый руководитель златоустовской литературной группы «Мартен» (1926—1932). Один из организаторов Учредительной конференции уральских писателей. Участник Первого съезда советских писателей (1934). Член Союза писателей СССР с 1934 года.

## Биография
Родился 19 декабря 1906 года в селе Куштумга на речке Куштумга недалеко от Златоуста, в семье плотника. В детстве, помогая в работе отцу-плотнику и бывая с ним в соседних селах, полюбил природу родного края. От своей матери Анны Васильевны поэт узнал много народных песен и сказов.
Окончил сельскую церковно-приходскую школу. В 1923 году в 14 лет вступил в комсомол, организовал комсомольскую ячейку в родном селе. С середины 1920-х годов работал в Златоусте секретарём окружного суда.
Пробовал писать стихи. Стал сотрудником златоустовской газеты «Пролетарская мысль», редактировал приложение «Литературный листок».
При газете организовал и стал первым руководителем (1926—1932) литературной группы «Мартен» состоящей из уральских рабочих: в группе состояло 40 членов, из которых только 5-7 не были задействованы на производстве.
В 1932 году переехал в Свердловск, возглавил отдел поэзии в журнале «Штурм». Один из организаторов Учредительной конференции уральских писателей,
В 1933 году был издан его первый сборник стихов «Бой», который получил положительные отзывы в центральной печати — журнале «Октябрь» и «Литературной газете».
В 1934 году 22-летний поэт направлен делегатом на 1-й Съезд писателей СССР (1934), принят в Союз писателей СССР.
Работал заместителем директора Свердловского областного Дома народного творчества.
Был членом правления Уральского оргкомитета Союза советских писателей, затем в течение многих лет — членом правления Свердловской писательской организации.
Заочно окончил Литературный институт имени А. М. Горького. Член ВКП(б) с 1939 года.
В годы Великой Отечественной войны Н. Куштум с августа 1941 по апрель 1942 года служил в политотделе 11-го запасного кавалерийского полка Уральского военного округа, (дислоцировался в городе Ирбите Свердловской области, затем в городе Шадринске Челябинской области).

 Песни об Отечественной войне, написанные тов. Куштумом, поёт весь Урал. Его песни «Уральская конница» заняла первое место на конкурсе «Урал-ВО» и издана массовым тиражом. Песня «Уральская гвардейская» на конкурсе «Урал — кузница оружия» — заняла второе место. Обе песни премированы. С работой справлялся хорошо. Трудолюбивый, честный и добросовестный товарищ. Тов. Куштум имеет большую склонность к пропагандистской работе. Неоднократно делал хорошие доклады и лекции.— из характеристики из подписью военкома 11-го запасного кавполка батальонного комиссара Агеева
Затем служил фронтовым корреспондентом, прошёл от Волги до Дуная.
После демобилизации — ответственный секретарь альманаха «Уральский современник».
С 1951 года и до пенсии — редактор художественной литературы в Средне-Уральском книжном издательстве.
Умер 3 июня 1970 года в Свердловске. Похоронен на Широкореченском кладбище.

## Творчество
Одним из первых поэтов Советского Урала.

«Нам, уральцам, нет надобности выдумывать себе темы для стихов. Лучше того, что есть в нашей жизни, не выдумаешь…»— Н.А. Куштум, из выступления на Первом Съезде советских писателей, август 1934-го
Первой же книгой стихов «Бой» вышедшей в 1933 году в Свердловске 23-летний поэт обратил на себя внимание: рецензия в «Литературной газете» называлась «Жизнерадостный стих».
Затем последовали книги «Возвращение молодости» (1934), «Лесная родина» (1937), «Стихи» (1948), «Сторона моя родная» (1953), «Лесные песни» (1956), «Песни сердца» (1962) и повести «Подвиг» (1955 и 1962), «Шумга» (1960).
В стихах воспевал родную уральскую природу:

Эту речку озорную,
Всю в искринках Куштумгу,
И округу всю лесную
Как же я забыть могу?

Ну, что же, расстанемся. Пусть!
Не стой под дождём у вагона.
Захочешь — пиши в Златоуст,
С надеждою жди почтальона.

Оделись в золото берёзки,
В лесу рябиновый пожар.
И на окраине Свердловска
Листвой усыпан тротуар.— из стихотворения «Осень»
Также написал повести «Подвиг» и «Шумга».
Автор ряда литературно-критических статей. Редактор биобиблиографического справочника «Писатели Советского Урала» (1954).
Как фольклорист являлся составителем сборников «Русские народные сказки Урала», «Уральские частушки», «Сорная трава» и др.
Знал очень много народных песен. Как-то с поэтом Ефимом Ружанским устроили своеобразное состязание: Ружанский начинал песню — и Куштум сразу подхватывал её. Потеряв надежду поймать Куштума на незнании какой-либо русской песни, Ружанский, родившийся и выросший на Украине, запел украинскую песню «Ой наплывала чорна хмара», но Куштум знал и её.
Оказал помощь в литературной обработке воспоминаний «Жизнь в борьбе: воспоминания о большевистском подполье» Р. И. Валек — жены революционера А. Я. Валека.

## Критика и оценки
Видным лириком этих лет становится поэт Николай Куштум. Негромким, но задушевным голосом поэт воспевал красоту уральского края — «лесную родину» свою, становление новой морали у советских людей, их нежность и чуткость. Стихи Н. Куштума, традиционные по форме, несли обновленное чувство радости, оптимизма строителей социалистической страны. Они всегда конкретны, в них ощущается движение времени.— литературовед Николай Григорьевич Кузин

Куштуму обязаны своим становлением все поэты моего поколения — М. Найдич, Ю. Трифонов, И. Тарабукин, Э. Бояршинова.— уральский писатель Борис Степанович Рябинин

## Награды
Награждён орденом «Знак Почёта» и медалями.